# 백수장 (조선)
백수장(白壽長, 1469년 ~ 1543년)은 조선 전기의 무신이다. 자는 팽조(彭祖), 본관은 해미(海美)이다, 정해군(貞海君)이다.

## 생애
장흥군(長興郡) 안양면(安壤面) 동촌(東村)에서 해성군(海成君) 백맹하(白孟夏)의 맏아들로 태어났다.
1498년(연산군 4)에 무과에 급제하여 영흥판관(永興判官)으로 임명되고, 사복시첨정(司僕寺僉正), 도사(都事), 무과중시관(武科重試官)을 거쳤다. 1506년(연산군 12) 중종반정(中宗反正)에 참여하여 정국공신(靖國功臣) 3등으로 정해군(貞海君)에 봉해졌다.
1509년(중종 4)에는 전라남도 진도(珍島)에서 민란(民亂)이 이어지자, 진도군수(珍島郡守)에 제수(除授)되어 민심을 안정시키고 질서를 회복시켰다. 이후 훈련원도정(訓練院都正)을 거쳐 공조판서(工曹判書)에 이르렀다.
조정에서 은퇴한 이후에는 향리인 안양면으로 내려와 사촌마을 앞바다에 있는 장재도(壯載島)에 들어가 서재를 짓고 살았다고 한다. 1543년 그가 죽자 조정에서 관리를 보내어 예우하였다.

## 사후
- 묘택은 안양면 주산(舟山) 서록(西麓)이며, 전라남도 장흥군 안양면 기산리(岐山里) 동계마을에 있는 기양사(岐陽祠)에 배향되었다.
- 후손 백진항(白鎭恒)의 『계서유고(溪西遺稿)』 권4 『가사별록(家史別錄)』에 백수장의「유사 」(遺事), 백수장이 쓴 「중종대왕제문(中宗大王祭文)」과 「제공제문(諸公祭文)」이 실려 있다.

## 가족관계
- 부 : 맹하(孟夏) 연기(燕岐), 평택(平澤) 현감(縣監), 증호판 해성군(贈戶判 海成君)
  - 부인 : 정부인 광산 김씨(貞夫人光山金氏) 참군(參軍) 용려(用礪)의 女
    - 아들 : 세웅(世雄) 현감(縣監)
    - 서자 : 세임(世任)
    - 서자 : 세균(世均)

## 유물
1507년(중종 1) 2월의「백수장정국공신녹훈교서(白壽長靖國功臣錄勳敎書)」가 남아 있다.

## 문화재
- 장흥 백수장 별묘 - 전라남도 민속문화재 제49호, 2019.12.26 지정